# Ville-préfecture de Shannan
Shannan (chinois simplifié : 山南市 ; pinyin : shānnán shì ; litt. « ville au sud de la montagne », autrefois préfecture de Shannan 山南地区, shānnán dìqū[réf. nécessaire]), ou Lhokha (tibétain : ལྷོ་ཁ་ས་ཁུལ།, Wylie : lho-kha sa-khul) est une ville-préfecture, située dans la région autonome du Tibet en Chine. Son chef-lieu est le village de Nédong[réf. nécessaire], dans le bourg-canton de Tsetang (泽当镇, Zédāng zhèn) dans le district de Nêdong.

## Démographie

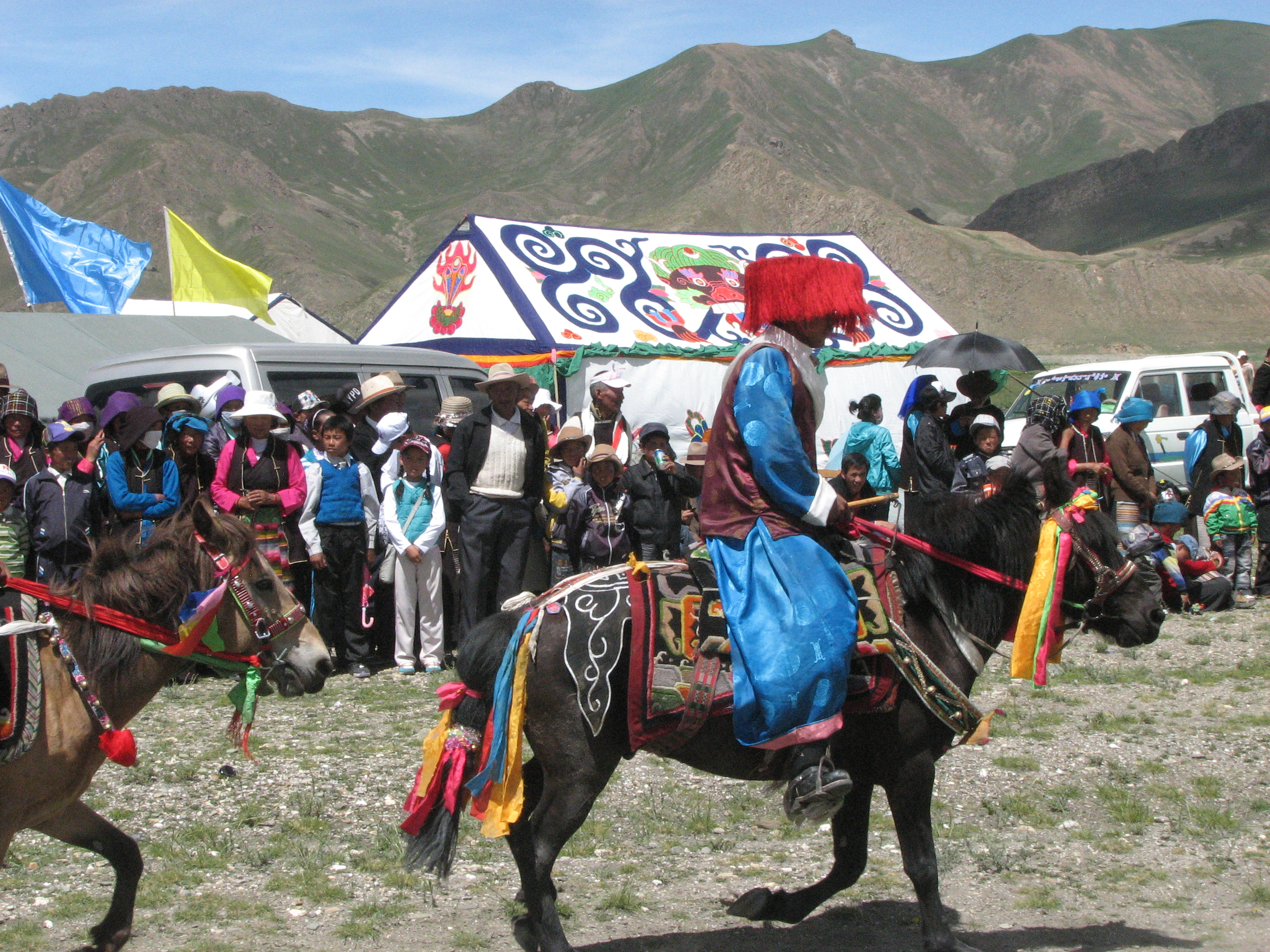
Course de chevaux dans la Préfecture de Lhoka (Shannan). À noter l'ornementation traditionnelle des ras-gur (tentes tibétaines en toile de coton) reprenant des motifs mongols dérivés des motifs des pierres à cerf, que l'on trouve également chez les Kazakhs. à l'arrière-plan. Le costume bleu tengri du cavalier est également typiquement mongol, avec ses ornementations comportant le caractère chinois shou (longévité)

La population de la préfecture était estimée à 320 000 habitants en 2004.

## Économie
En 2006, le PIB total a été de 2,9 milliards de yuans.

## Subdivisions administratives

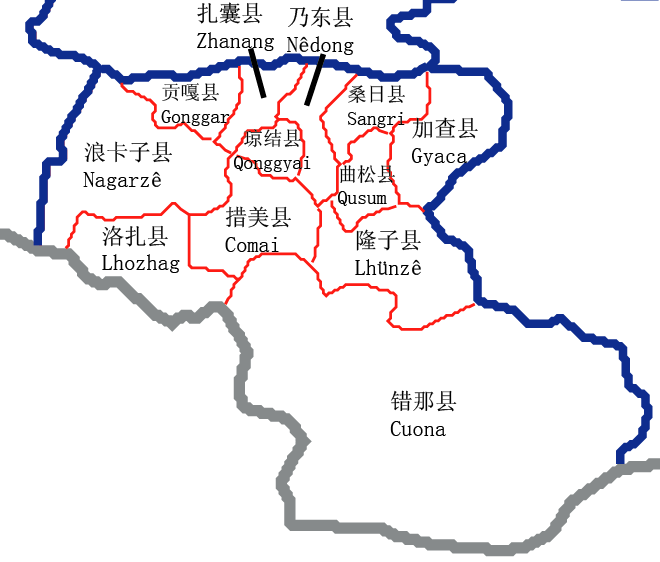
Les districts de la ville-préfecture de Shannan (la carte intègre une partie du territoire de l'Arunachal Pradesh revendiqué par la Chine)

La préfecture de Shannan exerce sa juridiction sur un district, correspondant au centre urbain et administratif de la préfecture, et onze xian :
| Nom                | Tibétain    | Wylie                 | Chinois  | Pinyin        |
| ------------------ | ----------- | --------------------- | -------- | ------------- |
| District de Nêdong | སྣེ་གདོང་ཆུས    | sne gdong chus        | 乃东区   | Nǎidōng qū    |
| Xian de Zhanang    | གྲ་ནང་རྫོང་    | gra nang rdzong       | 扎囊县   | Zhānáng xiàn  |
| Xian de Gonggar    | གོང་དཀར་རྫོང་  | gong dkar rdzong      | 贡嘎县   | Gònggā xiàn   |
| Xian de Sangri     | ཟངས་རི་རྫོང་   | zangs ri rdzong       | 桑日县   | Sāngrì xiàn   |
| Xian de Qonggyai   | འཕྱོངས་རྒྱས་རྫོང་ | 'phyongs rgyas rdzong | 琼结县   | Qióngjié xiàn |
| Xian de Qusum      | ཆུ་གསུམ་རྫོང་   | chu gsum rdzong       | 曲松县   | Qūsōng xiàn   |
| Xian de Comai      | མཚོ་སམད་རྫོང་  | mtsho smad rdzong     | 措美县   | Cuòměi xiàn   |
| Xian de Lhozhag    | ལྷོ་བྲག་རྫོང་    | lho brag rdzong       | 洛扎县   | Luòzhā xiàn   |
| Xian de Gyaca      | རྒྱ་ཚ་རྫོང་     | rgya tsha rdzong      | 加查县   | Jiāchá xiàn   |
| Xian de Lhünzê     | ལྷུན་རྩེ་རྫོང་    | lhun rtse rdzong      | 隆子县   | Lóngzǐ xiàn   |
| Xian de Cuona      | མཚོ་སྣ་རྫོང་    | mtsho sna rdzong      | 错那县   | Cuònà xiàn    |
| Xian de Nagarzê    | སྣ་དཀར་རྩེ་རྫོང་ | sna dkar rtse rdzong  | 浪卡子县 | Làngkǎzǐ xiàn |